# John Leslie (6e comte de Rothes)
Pour les articles homonymes, voir John Leslie.
John Leslie, 6e comte de Rothes (1600 - 23 août 1641) est un noble écossais, l'un des principaux dirigeants des Covenanters.

## Biographie
Né à Leslie, Fife, il est le fils unique de James Leslie, maître de Rothes (mort en 1607) et de Katherine Drummond,  sa seconde épouse. En 1621, il devient l'héritier de son grand-père, Andrew Leslie (5e comte de Rothes) (en), décédé en 1611.
Rothes est l'un des commissaires au parlement de 1621 qui votent contre les cinq articles de Perth. En 1626, il est envoyé à Londres, avec d'autres commissaires, pour déposer une pétition contre l'Acte de révocation du 12 octobre 1625, par lequel les biens de l'église entre les mains de laïcs revenaient à la couronne. Au début, le roi se prononce contre la pétition comme étant une tension trop élevée de la part des pétitionnaires et des sujets, mais finalement des commissaires sont nommés et un compromis est trouvé.
À l'ouverture du parlement lors de la visite de Charles en Écosse en 1633, Rothes porte le sceptre, mais il s'oppose alors résolument à la politique ecclésiastique du roi. Il dénonce l'acte qui joint la reconnaissance de la prérogative royale à la reconnaissance de l'autorité du roi à déterminer la nomination des juges, des magistrats et du clergé, comme un empiétement sur les prérogatives ecclésiastiques du kirk. Le roi refuse cependant de transiger sur le projet de loi. Une majorité des voix se déclare en sa faveur, et la tentative de Rothes de contester l'exactitude des chiffres est rejetée par Charles. À la clôture du parlement le 20 juin 1633, William Cunningham (9e comte de Glencairn) prend la place de Rothes en portant le sceptre, et Charles est au plus froid avec Rothes et ses amis.
Rothes dirige l'opposition à l'introduction proposée du Livre de la prière commune dans les services du kirk en 1638, et est actif contre l'épiscopat. Au début de 1639, il adresse une lettre circulaire aux nobles et gentilshommes qui ont été neutres, les exhortant à prendre position en faveur des libertés du kirk. Avec John Campbell (1er comte de Loudoun) (en) et John Elphinstone (2e Lord Balmerino) (en), il entreprend la révision de la nouvelle version de l'alliance rédigée par Johnstone de Warriston et Alexander Henderson. Il fait partie de la députation qui rencontre le marquis d'Hamilton, commissaire du roi à l'assemblée, à son arrivée à l'assemblée ; et lorsque l'assemblée est dissoute par le commissaire, il présente une protestation. En cas de rejet des demandes du roi, Hamilton a menacé que Charles marcherait vers le nord en Écosse, et Rothes se joint à son parent Alexander Leslie pour se préparer à la résistance armée. Leslie entraîne les personnes à charge et les partisans de Rothes à Fife, tandis que Rothes conseille l'achat d'armes et d'équipements en Hollande et le rappel d'officiers écossais expérimentés servant dans des pays étrangers. Le 22 mars, Rothes et d'autres nobles, avec mille mousquetaires, se rendent au palais du seigneur-trésorier Traquair à Dalkeith, saisissent beaucoup de munitions et d'armes et apportent les enseignes royales du royaume (la couronne, l'épée et le sceptre) au château d'Édimbourg. Le 7 avril, le roi publie une proclamation excluant les dirigeants des covenantaires, notamment Rothes, du pardon.
Rothes accompagne l'armée du général David Leslie en juin à Dunse Lew, et est l'un des commissaires nommés pour traiter avec le roi. Lorsque la déclaration du roi est lue par le héraut le 24 juin à Édimbourg, Rothes et d'autres nobles covenants font savoir qu'ils adhèrent à l'assemblée de Glasgow, mais le héraut refuse d'accepter leur protestation. Les covenanters tardent à démanteler leurs forces et leurs chefs sont à nouveau convoqués pour conférer avec Charles à Berwick. Rothes est le principal porte-parole de l'opposition, et le roi le dénonce avec colère.
Au parlement tenu à Édimbourg en septembre suivant, Rothes est élu seigneur des articles. Rothes et les nobles covenants envoyent une lettre au roi de France, lui demandant son aide contre l'Angleterre, mais elle est interceptée en avril et envoyée au roi. Les Écossais anticipent les plans de guerre de Charles en envahissant l'Angleterre et, le 27 août 1640, Rothes, à la tête d'un régiment et en tant que membre du comité des états, accompagne l'armée de Leslie de l'autre côté de la rivière Tweed ; selon Gilbert Burnet, les Écossais sont encouragés par un message envoyé par le vicomte Savile, pour trois personnes : Rothes, le comte d'Argyll, et Johnston de Warriston. Après l'occupation de Newcastle, Rothes est l'un des commissaires envoyés à Londres en novembre pour conclure les négociations après le traité de Ripon, et une fois la pacification arrangée, il reste en Angleterre à la cour de Charles. Là, il espère obtenir un poste dans la maison royale et épouser Christian Cavendish, comtesse de Devonshire. En août 1641, il est partie prenante dans les plans que Charles a de s'aventurer en Écosse, en attendant son aide. Mais il meurt rapidement de consomption, à Richmond, Surrey, le 23 août. Il est enterré à Leslie, Fife, le 31 novembre.

## Enfants
Le 28 décembre 1614, il épouse Lady Anne Erskine, fille de John Erskine (2e comte de Mar) et de Marie Stewart (fille d'Esmé Stewart). John et Anne ont trois enfants :
1. Mary Leslie (née avant 1625) épouse Hugh Montgomerie (7e comte d'Eglinton)
2. John Leslie (1er duc de Rothes) (1630-1681) épouse Lady Anne Crawford-Lindsay
3. Margaret Leslie (née avant 1632 - décédée en février 1688) épouse (1) Alexander Leslie, lord Balgony (2) Francis Scott (2e comte de Buccleuch) (3) David Wemyss (2e comte de Wemyss).